# Saint-Vivien-de-Blaye
Saint-Vivien-de-Blaye é uma comuna francesa na região administrativa da Nova Aquitânia, no departamento da Gironda. Estende-se por uma área de 5,67 km². Em 2010 a comuna tinha 359 habitantes (densidade: 63,3 hab./km²).